# Деже Банффі
Барон Деже Банффі (угор. Bánffy Dezső; 1843—1911) — угорський політичний діяч із знатного роду Банффі.

## Біографія
Деже Банффі при Кальмані Тиса вів, як один з трансільванських обер-гешпанов, політику мадяризації румунів і сербів. У 1892—1893 роках був президентом палати депутатів.
В січні 1895 р. став на чолі кабінету. Кабінет його, як і попередні, спирався на ліберальну партію. Він не без труднощів провів через парламент ліберальні церковно-політичні закони, запропоновані міністерством Векерле. По готовності порушувати конституцію Банффі далеко перевершив Кальмана Тису. Вибори 1896 р., дали Банффі значну більшість, були проведені під сильним тиском поліції. Згодом стало відомим, що при ньому проводилася в широких розмірах торгівля орденами і титулами, і отримані цим шляхом гроші витрачалися на виборчі цілі.
Після виборів опозиція розпочала запеклу обструкцію, внаслідок якої виявилося неможливим затвердження бюджету. Обструкція особливо посилилася, коли поширилися чутки про невигідні для Угорщини угоді, укладеній Банффі в Ішле з австрійським урядом по митному питанню (яке здійснити йому, однак, не вдалося). У лютому 1899 р. вийшов у відставку.
В наступні роки він опублікував декілька статей, в яких у своєму визнанні домагань Угорщини пішов назустріч Ференцу Кошуту і розійшовся з ліберальною партією. У 1903 р. він офіційно вийшов з неї і утворив особливу «партію Банффі». В 1904 р. він вів запеклу опозицію проти уряду Іштвана Тиси, який помстився йому публікацією відомостей про зловживання, зроблених ним під час перебування міністром. На виборах 1905 року Банффі повернувся до рейхстагу на чолі партії з 13 осіб, що входить до складу «єднаної опозиції».